# Саръданишмент
Саръданишмент (на турски: Sarıdanişment) е село в община Лалапаша, област Одрин, Турция.

## География
Селото се намира на разстояние 38 километра от областния център Одрин и на 11 километра от общинския център Лалапаша.

## История
В XIX век Саръданишмент е българско село в Одринска кааза на Одринския вилает на Османската империя. Според „Етнография на вилаетите Адрианопол, Монастир и Салоника“, издадена в Константинопол в 1878 година и отразяваща статистиката на населението от 1873 година, Саръданишмент (Sari-Danichman) има 14 домакинства и 45 българи.